# Serguéi Koroliov
Serguéi Pávlovich Koroliov (en ucraniano: Сергій Павлович Корольов, en ruso: Сергей Павлович Королёв, pronunciación en ruso: [sʲɪrˈgʲej ˈpavɫəvʲɪtɕ kərɐˈlʲɵf] (escucharⓘ), también transliterado como Koroliev o Korolev) (Zhitómir, 30 de diciembre de 1906jul./ 12 de enero de 1907greg. - Moscú, 14 de enero de 1966) fue un científico e ingeniero aeroespacial de cohetes y naves espaciales soviético, considerado como el fundador del programa espacial soviético. Bajo su liderazgo, se organizó y llevó a cabo con éxito, entre otros hitos: el primer misil balístico intercontinental, el R-7; el lanzamiento del primer satélite artificial de la Tierra, el Spútnik 1 (1957); el primer ser vivo en orbitar en el espacio, el perro Laika; el primer hombre en el espacio, Yuri Gagarin en el Vostok 1 (1961); la primera mujer en el espacio, Valentina Tereshkova (1963), la primera misión con varios tripulantes en la Vosjod 1 (1964) o el primer paseo espacial de Alekséi Leónov en la Vosjod 2 (1965).  
A principios de los años treinta ya manda un grupo de ingenieros con los que consigue lanzar el primer cohete de combustible sólido soviético. En 1938, durante la Gran Purga, fue detenido y estuvo encarcelado durante casi seis años, incluidos algunos meses en el Gulag. Tras su liberación, se convirtió en un reconocido diseñador de cohetes y una figura clave en el nacimiento y desarrollo del programa de misiles soviéticos. Nombrado desde 1946 como Diseñador Jefe de la oficina de diseño número 1 (ОКБ-1, actual RKK Enérguiya), miembro de la Academia de Ciencias de la Unión Soviética (1958), dos veces condecorado como Héroe del Trabajo Socialista (1956, 1961) y Premio Lenin (1957). Conocido en Estados Unidos y países aliados como El Diseñador Jefe, su nombre fue conocido sólo tras su muerte como protección ante posibles intentos de asesinato de Estados Unidos durante la Guerra Fría.

## Biografía

### Infancia y juventud
Koroliov nació en Zhitómir, Gobernación de Volinia, hoy capital del óblast homónimo de Ucrania, entonces parte del Imperio ruso. Sus padres, María Nikoláievna Moskalenko y Pável Yákovlevich Koroliov, se habían casado en un matrimonio concertado y la unión no resultó feliz. Tres años después del nacimiento de Serguéi, la pareja se separó debido a dificultades económicas. Su madre le contó que su padre había muerto, pero más tarde averiguaría que Pável vivió hasta 1929. Los dos no se volverían a ver después la ruptura familiar, aunque Pável escribiría a María para solicitar un encuentro con su hijo.
Serguéi creció en Nizhyn, una ciudad del óblast de Chernígov, bajo el cuidado de sus abuelos. Su madre deseaba una educación superior para su hijo, por lo que Koroliov se ausentaba frecuentemente para recibir clases en Kiev. Creciendo como un niño solitario con pocos amigos, Koroliov demostró ser un buen alumno, especialmente en matemáticas. En 1916, su madre se casó con Grigori Mijáilovich Balanin, un ingeniero eléctrico, siendo este una buena influencia para Serguéi. Grigori se trasladó junto a su familia a Odesa en 1917, después de conseguir un trabajo en los ferrocarriles regionales. El año 1918 fue tumultuoso para los países sucesores al Imperio ruso, con el final de la Primera Guerra Mundial y los comienzos de la guerra civil rusa. La guerra de independencia de Ucrania continuó hasta 1921. Durante este período las escuelas locales estaban cerradas, y Serguéi continuaba sus estudios en casa. En 1919, Koroliov sufrió un ataque de tifus, agravado por la escasez de alimentos.

### Educación
Koroliov continuó su enseñanza en Odesa en la escuela de construcción profesional (Stroyprofshkola N.º 1) donde recibió formación profesional en carpintería. No obstante su interés principal estaba en la aviación, quizás debido a la influencia que tuvo una demostración aérea que pudo ver en 1913. Realizó un estudio independiente de la teoría del vuelo. También trabajaba en un club local de planeadores. Un destacamento de hidroaviones militares estaba estacionado en Odesa y Serguéi se interesó por sus operaciones.
En 1923, se unió a la Sociedad de Aviación y Navegación Aérea de Ucrania y Crimea (OAVUK). Uniéndose al escuadrón de hidroaviones de Odesa tuvo su primera experiencia en vuelo, siendo pasajero en múltiples ocasiones. En 1924, diseñó personalmente un planeador denominado K-5, que fue aceptado por la OAVUK como proyecto para construir. Decidió en 1924 inscribirse en el Instituto Politécnico de Kiev, pues ya tenían una rama de aviación. En Kiev vivía con su tío Yuri, y ganaba el dinero para sus estudios realizando distintos trabajos. Su plan de estudios incluía clases de ingeniería, física y matemáticas. Fue aceptado en un grupo limitado de construcción de planeadores en 1925. Esto le permitió volar en el planeador de entrenamiento que había creado, pero acabó con dos costillas rotas. Continuó sus estudios, completando su segundo año en 1926. En julio, fue aceptado en la Escuela Técnica Estatal de Moscú (MVTU).
Hasta 1929, Koroliov estudió temas referentes a la aviación en la escuela. Vivía con su familia, que se había trasladado a Moscú. Además de sus estudios, Koroliov tenía más oportunidades de volar planeadores y aviones a motor. Pudo diseñar un planeador en 1928, que voló en una competición al siguiente año. En 1929, el Partido Comunista decretó que la educación de los ingenieros fuera acelerada para resolver las necesidades urgentes del país. Koroliov, supervisado por el ingeniero Andréi Túpolev en la Escuela Técnica Estatal de Moscú, obtuvo un diploma por la realización de un diseño de una aeronave funcional, completando el diseño y siendo aprobado a finales del año.

### Carrera profesional

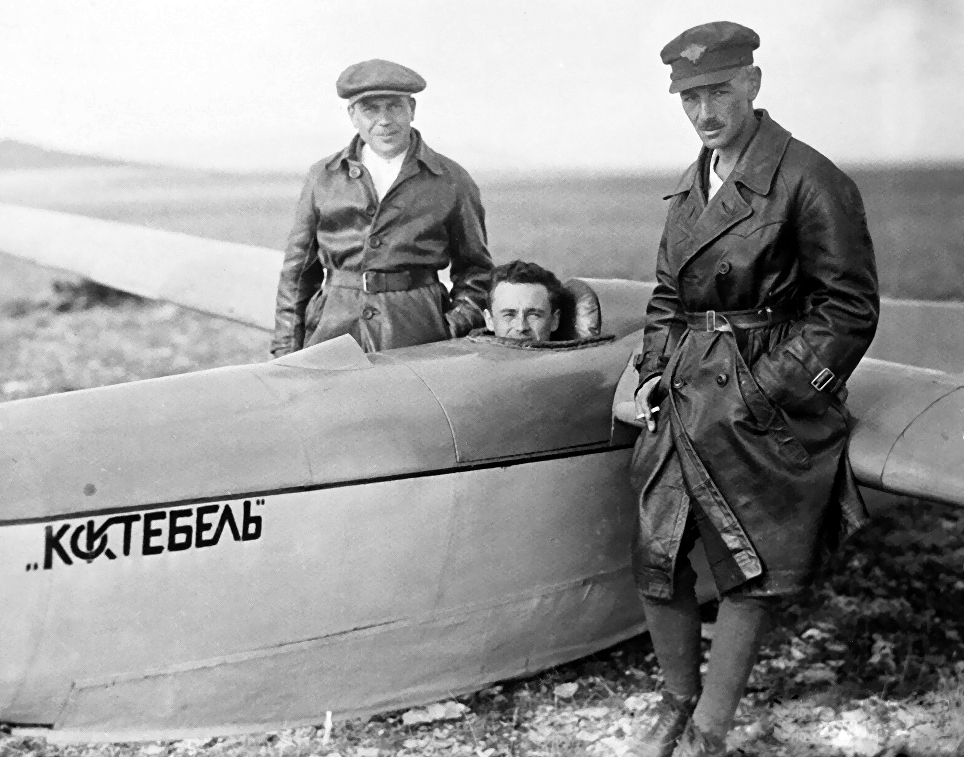
Koroliov a los mandos del Koktebel, planeador de su diseño, en los años 1930.

Tras su graduación, Koroliov comenzó a trabajar en la oficina de diseño aeronáutico OPO-4 o 4.ª Sección Experimental, dirigida por el francés Paul Richard. Este proyecto incluía varios de los mejores diseñadores rusos. Está dirigido por Paul Richard, fabricante de aviones francés que emigró a la URSS en los años 20. No sobresalió en este grupo, pero mientras era empleado también trabajó privadamente para un par de proyectos de diseño personales. Uno de esos era el diseño de un planeador capaz de realizar acrobacias. Antes de 1930 llegó a ser el ingeniero jefe para el bombardero pesado de Túpolev, el TB-3.
Koroliov obtuvo su licencia de piloto en 1930. Al año siguiente, se casó con Xenia Vincentini, una médica a la que había estado cortejando desde 1924. Le había propuesto matrimonio, pero ella lo rechazó para continuar su educación superior. Durante 1930, comenzó a interesarse por las posibilidades de los motores cohete de propulsión líquida. En 1931, junto con Friedrich Zander, un entusiasta de la exploración espacial, participó en la creación del Grupo de Investigación de Propulsión a Reacción (GIRD), uno de los centros subvencionados por el estado para el desarrollo de cohetes en la URSS. En mayo de 1932, Koroliov fue designado jefe del grupo. Durante los años siguientes el GIRD desarrolló tres sistemas de propulsión diferentes, cada uno más exitoso que el anterior. En 1932, los militares comenzaron a interesarse por los esfuerzos del grupo, y empezaron a proporcionar parte de la financiación. El grupo logró en 1933 el primer lanzamiento de un cohete de combustible líquido, denominado GIRD-09. Esto sucedía solo siete años después del primer lanzamiento publicado por Robert Goddard en 1926. En 1934, Koroliov publicó su trabajo Vuelo en cohete a la estratosfera.
Con el interés militar creciente en esta nueva tecnología, el gobierno decidió unir en 1933 la organización del GIRD con el Laboratorio de Dinámica del Gas (GDL) de Leningrado. Esta unión creó el Instituto de Investigación de Propulsión a Reacción (RNII), dirigido por el ingeniero militar Iván Kleimiónov. Este grupo combinado contaba con un número de personas entusiastas de la exploración espacial, incluyendo a Valentín Glushkó. Koroliov llegó a ser subdirector del Instituto, dirigiendo el desarrollo de misiles de crucero y de un planeador propulsado por cohetes.
El 10 de abril de 1935, la esposa de Serguéi, Xenia, dio a luz a una hija, Natasha. En 1936, se trasladaron de la casa de los padres de Koroliov a su propio apartamento. Tanto su esposa como él trabajaban, y Koroliov pasaba mucho tiempo en su oficina de diseño. En ese momento era el ingeniero jefe en el RNII.
El equipo del Instituto continuó su trabajo en el desarrollo de cohetes, particularmente en el área de estabilidad y control. Crearon sistemas de estabilización automática por giroscopios que permitían el vuelo estable a lo largo de una trayectoria programada. Koroliov era un líder carismático que sirvió principalmente como administrador de proyectos. Era exigente, trabajador, administrando con estilo disciplinario. Supervisaba personalmente todas las etapas claves de los programas y prestaba atención de forma meticulosa a los detalles.

### Gulag
El 27 de junio de 1938, durante la Gran Purga, hombres del NKVD entraron en su apartamento para arrestarlo. Fue acusado de subversión, por ser «miembro de una organización contrarrevolucionaria antisoviética», según el Artículo 58-7 del Código Penal. Las versiones sobre quién lo acusó son confusas, aunque una de ellas apunta a que fue Valentín Glushkó, otro ingeniero, que consideraba que el interés de Koroliov por otras nuevas tecnologías de propulsión contravenía las directrices del partido. Koroliov no tuvo un juicio, sino que fue golpeado por sus captores hasta conseguir de él una confesión. Fue condenado a diez años de cárcel. Tras meses de viaje y abusos, Serguéi llegó finalmente al campo de trabajo del Gulag en Kolimá en el Extremo Oriente ruso, famoso por las condiciones extremas de frío, la falta de recursos o la malnutrición, causaban la muerte de miles de prisioneros cada año. Las condiciones en el campo eran brutales, tratados duramente, con poca comida, faltos de ropa adecuada contra los elementos. El campo era famoso por su índice de mortalidad de 10 000 prisioneros al año, lo que suponía casi el 30 % de la población reclusa anual. 
Muy poco después de haber sido destinado al campo de trabajos forzados, su caso fue revisado, probablemente porque habría sido reclamado por su antiguo supervisor, el ingeniero también represaliado anteriormente, Andréi Túpolev, y que ahora trabajaba para el Gobierno. En 1940, Koroliov fue llamado para volver en tren a Moscú para un nuevo juicio, esta vez por un cargo menor como «saboteador de la tecnología militar», aunque la noticia, sin embargo, tardó varios meses en llegar al campo de trabajo. Serguéi sobrevivió al Gulag, pero con secuelas como la pérdida de dientes por escorbuto, una fractura de mandíbula e incluso un infarto.
Tras una nueva investigación, la sentencia de Koroliov fue reducida a ocho años. En su lugar, fue enviado a una sharashka, campos de trabajo pero para científicos e ingenieros. La Oficina Central de Diseño 29 (KB-29, ЦКБ-29) del NKVD, funcionaba como lugar de reclusión para los ingenieros de Andréi Túpolev, y allí fue enviado Koroliov para trabajar con su antiguo mentor. Durante la Gran Guerra Patria, esta sharashka diseñó los bombarderos Túpolev Tu-2 y el caza Ilyushin Il-2. El grupo se trasladó varias veces durante la guerra, la primera vez para no ser capturados por las fuerzas alemanas. En 1942, Koroliov fue trasladado a otra sharashka, como subordinado del ingeniero de motores de cohete Glushkó. En la sharashka se diseñaban elementos para motores a reacción de aviones. Koroliov estuvo en ese lugar y aislado de su familia hasta 1944, viviendo bajo el miedo permanente de ser asesinado a causa de los secretos militares que conocía, y profundamente afectado por su experiencia en el Gulag. Por todo ello, su carácter se hizo reservado y cauteloso.
El 27 de junio de 1944, Koroliov, junto a Túpolev, Glushkó y otros, fue puesto en libertad por un decreto especial del gobierno. En 1955, fue rehabilitado y sus anteriores cargos fueron desestimados. La oficina de diseño fue traspasada del NKVD a la Comisión de industria aeronáutica del gobierno. Koroliov continuó trabajando en la oficina durante otro año, bajo el mando de Glushkó, estudiando diseños de cohetes.

### Vida privada
El emigrante soviético Leonid Vladímirov cuenta la siguiente descripción de Koroliov por Glushkó en esos momentos:

Corto de estatura, fornido, con la cabeza apoyada en su cuerpo, con ojos marrones reluciendo con inteligencia, era un escéptico, un cínico y un pesimista que asumía la visión más melancólica del futuro

Su frase más célebre era:

"Todos desapareceremos sin dejar rastro"

Koroliov raramente bebía vodka u otra bebida alcohólica, y su estilo de vida era austero. Alrededor de 1946, el matrimonio de Serguéi y Xenia comenzó a romperse. Xenia estaba profundamente ocupada en su vida profesional, y en ese momento Serguéi tenía una relación con otra mujer más joven, Nina Ivánovna Kotenkova. Xenia, enojada por la infidelidad, se divorció en 1948. Serguéi y Nina se casaron en 1949, pero Koroliov tuvo también otros romances después de su matrimonio con Nina.

## Logros profesionales

### Misiles balísticos

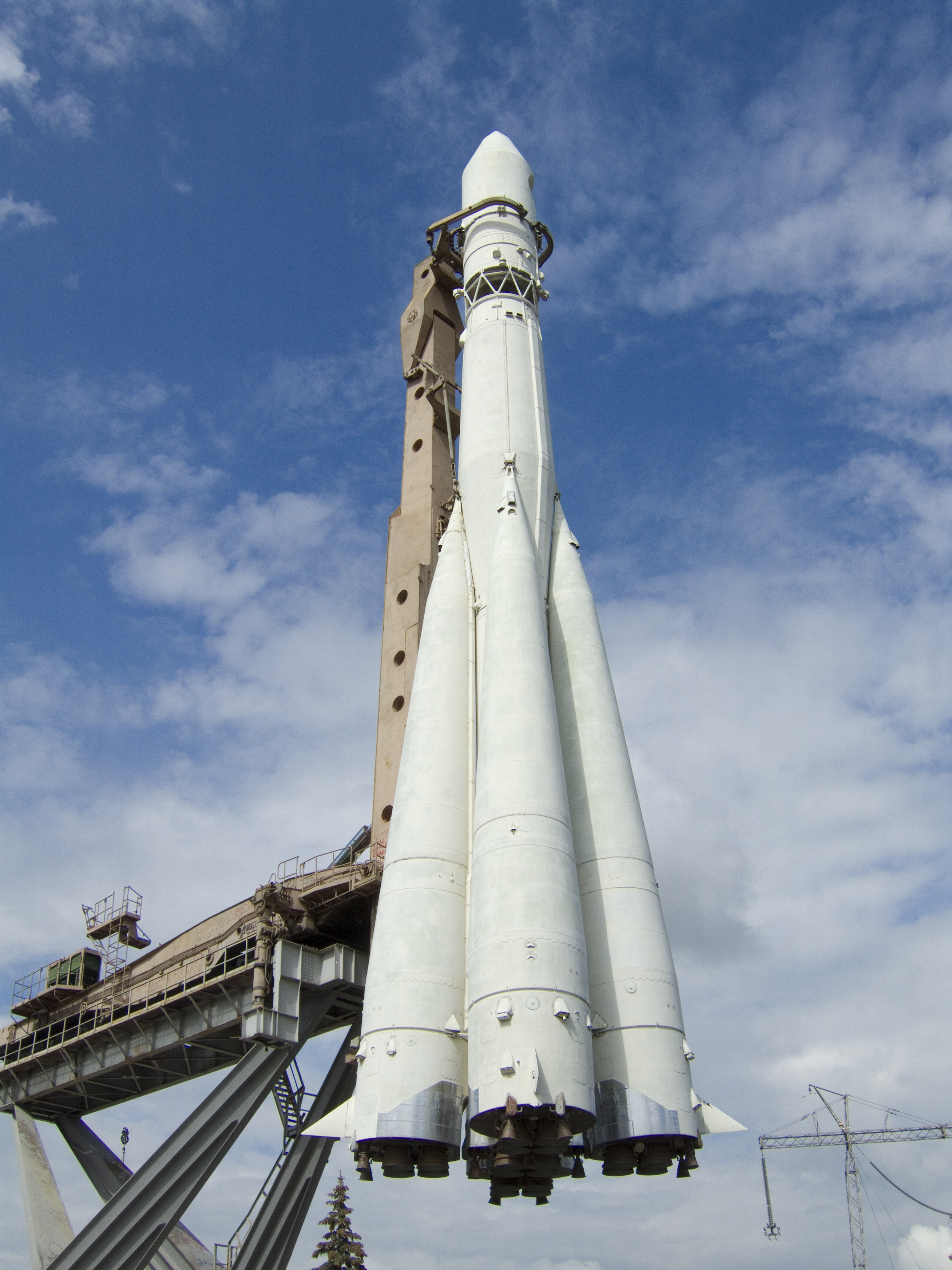
El cohete Vostok, en cuyo diseño participó Koroliov.

En 1945, Koroliov recibió la Divisa de Honor, su primera condecoración, por su trabajo en el desarrollo de motores de cohete para aeronaves militares. Tras finalizar la Segunda Guerra Mundial, fue comisionado al Ejército Rojo con el rango de coronel. Junto con otros expertos, voló a Alemania para recopilar información del cohete alemán V-2. Los soviéticos consideraron prioritaria la reproducción de la documentación perdida del V-2, y el estudio de las piezas, así como la captura de las instalaciones de fabricación. En 1946, el gobierno soviético decidió enviar a unos 5000 ingenieros e investigadores alemanes a la URSS.
Stalin había decidido hacer de la investigación balística una prioridad nacional, y los «reclutas» alemanes fueron colocados en un nuevo instituto creado para tal propósito, el NII-88. El desarrollo de misiles balísticos fue puesto bajo el control militar de Dmitri Ustínov, con Koroliov como principal diseñador de misiles de largo alcance. Fue nombrado constructor jefe de la Oficina de Diseño Especial-1 (SDB-1) de un pequeño suburbio de Moscú, llamado Kaliningrado (actualmente renombrado como Koroliov en su honor). Serguéi demostró sus habilidades en la nueva instalación, manteniendo una organización funcional y altamente compartimentada. Los alemanes del lugar eran mantenidos como en una prisión, rodeados de alambradas y guardias armados.
Con los documentos reproducidos, gracias en parte a los cohetes V-2 desmontados, el equipo empezó a construir una réplica funcional del cohete. Esta réplica fue denominada R-1, y fue probada por primera vez en octubre de 1947. Un total de once fueron lanzadas, con cinco de ellos impactando en el objetivo. Estos datos eran comparables a los resultados alemanes, demostrando la falta de fiabilidad del cohete. Los soviéticos continuaron utilizando a los alemanes para el diseño de cohetes hasta 1952, cuando los primeros grupos comenzaron a regresar a su país, terminando en 1954 la utilización de científicos extranjeros en sus programas de misiles.
En 1947, el grupo NII-88 bajo el mando de Koroliov comenzó a trabajar en diseños más avanzados, con mejoras en alcance y peso en lanzamiento. El R-2 tenía el doble de alcance que el V-2, y fue el primer diseño en utilizar una cabeza de combate separada. A este le siguió el R-3, que tenía un alcance de 3000 km, capaz de alcanzar bases en Inglaterra. Sin embargo, Glushkó no conseguía desarrollar motores con suficiente empuje, y el proyecto fue cancelado en 1952.
En ese mismo año comenzó el trabajo del R-5 (nombre clave de la OTAN, SS-3 Shyster), que tenía un alcance modesto de 1200 km. El primer vuelo con éxito se efectuó en 1953. Sin embargo, el primer ICBM sería el R-7 (nombre clave SS-6 Sapwood). Este era un cohete de dos fases con una carga útil de 5,4 toneladas, suficiente para llevar la bomba nuclear soviética más voluminosa a una distancia de 7000 km. Tras varios fallos, el primer lanzamiento exitoso se realizó en agosto de 1957, enviando una carga simulada a Kamchatka volando unos 5600 kilómetros. Sin embargo, como arma no era la mejor opción, ya que su lanzamiento era un proceso complejo y por tanto, lento, así que se dedicó exclusivamente para el programa espacial.
Fue en 1952 cuando Koroliov se unió al Partido Comunista de la Unión Soviética, una táctica necesaria si quería conseguir la financiación del gobierno en sus proyectos futuros. No fue hasta el 19 de abril de 1957 que se lo declaró completamente "rehabilitado" y cuando el gobierno reconoció que su sentencia fue injusta.

### Programa espacial soviético
A pesar del progreso soviético en la tecnología balística, Koroliov se interesó por el uso de los cohetes para el viaje espacial. En 1953, propuso el uso del diseño del R-7 para lanzar un satélite a órbita. Impulsó sus ideas con la Academia de Ciencias de la Unión Soviética, incluyendo un concepto para enviar un perro al espacio. También tuvo que superar la resistencia de los militares y del partido.
En 1957, durante el Año Geofísico Internacional, la idea de lanzar un satélite comenzó a aparecer en la prensa estadounidense. El gobierno de Estados Unidos no estaba dispuesto a gastar millones de dólares en esta idea, dejando el proyecto congelado durante un tiempo. Sin embargo, el grupo de Koroliov siguió la estela de la prensa occidental, pensando que podrían superar a Estados Unidos. Finalmente recibió el apoyo del gobierno gracias al enfrentamiento que este mantenía con los Estados Unidos, sugiriendo que debía ser la Unión Soviética la primera en lanzar un satélite.
El desarrollo del Spútnik les llevó menos de un mes. Era un diseño muy simple, que consistía en poco más que una bola metálica pulida, un transmisor, instrumentos para medir temperaturas y las baterías. Koroliov dirigió personalmente el montaje, y el trabajo era muy agitado. Finalmente, el 4 de octubre de 1957, se lanzó el cohete y el satélite se situó en órbita. El lanzamiento tuvo un efecto electrizante, con muchas ramificaciones políticas. Jruschov estaba satisfecho del éxito, y decidió que debía haber un nuevo logro para el 40.º aniversario de la Revolución de Octubre. Esto sería el 3 de noviembre, menos de un mes de preparación para el Spútnik 2.
Esta nueva nave espacial pesaría seis veces más que el Spútnik 1, e incluiría como carga a la perra Laika. El vehículo fue completamente diseñado en cuatro semanas, sin tiempo para pruebas. Fue lanzada con éxito el 3 de noviembre, y Laika sobrevivió al lanzamiento, aunque moriría seis horas después debido al agotamiento por el calor por un fallo en el control climático de la nave.
Tras estos éxitos siguió el del Sputnik 3. La nave fue lanzada el 15 de mayo de 1958. Sin embargo, debido a un fallo en la grabadora de datos, no pudo detectar y recoger la información de los cinturones de Van Allen, que más tarde la sonda norteamericana Explorer 4 captaría en julio. Lo que sí consiguió el Spútnik 3 fue afirmar, sin lugar a dudas, la capacidad balística de la URSS.

### La Luna
Koroliov giró su atención a alcanzar la Luna. Para ello usarían una versión modificada del R-7 como vehículo lanzador, con una nueva etapa superior. El motor para esta etapa final fue el primero diseñado para funcionar en el espacio exterior. Las primeras tres sondas enviadas en 1958 fallaron. La misión de la sonda Luna 1 en 1959 intentó impactar con la superficie lunar, pero falló por unos 6000 km. Fue la Luna 2 la primera en impactar con la Luna, dando a los soviéticos otro logro. Seguiría la Luna 3, lanzada solo dos años después del Spútnik 1, la primera nave en fotografiar la cara oculta del satélite, gracias a lo cual los soviéticos se atribuyeron además el derecho de dar nombre a los nuevos accidentes geológicos descubiertos en esta. El grupo de Koroliov también trabajó en ambiciosos programas para misiones a Marte y Venus, poner un hombre en órbita, lanzar satélites de comunicación, meteorológicos y espías, y realizar un descenso suave en la Luna.

### Vuelo tripulado
El plan de Koroliov para una misión tripulada había comenzado en 1958, cuando fueron realizados los estudios de diseño de la futura nave Vostok. Tendría capacidad para un único pasajero en un traje espacial y sería completamente automática. La cápsula tendría un mecanismo de escape para problemas anteriores al lanzamiento, y un sistema de aterrizaje suave y de eyección durante la recuperación.
El 15 de mayo de 1960, un prototipo no tripulado realizó 64 órbitas a la Tierra, pero falló en el regreso. Cuatro pruebas fueron enviadas con perros en su interior, siendo las últimas dos éxitos completos. Después de conseguir la aprobación del gobierno, una versión modificada del R-7 fue utilizada para enviar a Yuri Gagarin a órbita el 12 de abril de 1961, el primer hombre en el espacio. Gagarin regresó a la tierra lanzándose desde su cápsula en paracaídas y abandonando esta a una altitud de 7 km. Tras este siguieron otros vuelos, culminando en las 81 órbitas completadas con el Vostok 5 y el lanzamiento de la primera mujer cosmonauta, Valentina Tereshkova en el Vostok 6.
Tras el programa Vostok, Koroliov quería continuar con el diseño de la nave Soyuz que permitiría conectar con otra nave en órbita para intercambiar tripulantes. Sin embargo, Jruschov le dirigió a producir más logros para el programa tripulado. Koroliov intentó resistirse a esta idea, ya que no tenía un cohete con la capacidad suficiente para enviar al espacio una cápsula con tres tripulantes. A Jruschov no le interesaban esas excusas técnicas y dejó saber a Koroliov que si no podía conseguir resultados, dejaría el programa a manos de su rival Vladímir Cheloméi.

### Vosjod
Su grupo diseñó entonces el Vosjod, una mejora sustancial del Vostok. Una de las dificultades en el diseño de la nueva nave era la necesidad de aterrizar con paracaídas. La nave necesitaba de un paracaídas de gran tamaño para poder alcanzar la superficie con seguridad. El resultado fue una nave despojada de cualquier exceso de peso innecesario. Incluso la tripulación tenía una dieta especial para reducir su peso. La cápsula era lanzada al espacio con una masa cercana al máximo que permitía el cohete, requiriendo el consumo completo del combustible para alcanzar la velocidad orbital.
La nave realizó una prueba sin tripulación, y el 12 de octubre de 1964 una tripulación de tres cosmonautas eran lanzados al espacio realizando 16 órbitas. La nave estaba diseñada para un aterrizaje suave, lo que permitía eliminar el sistema de eyección. Por el contrario, la nave no disponía de sistema de salvamento durante el despegue.
Con los norteamericanos planeando un paseo espacial en su programa Gemini, los soviéticos decidieron superarlos de nuevo realizando un paseo espacial en la segunda Vosjod. Añadiendo rápidamente una cabina de descompresión, el Vosjod 2 fue lanzado el 18 de marzo de 1965, y Alekséi Leónov realizó el primer paseo espacial. El vuelo casi terminó en un desastre y los planes para otras misiones Vosjod se dejaron de lado. En ese momento, el cambio de liderazgo en la Unión Soviética con la caída de Jruschov significó que Koroliov recuperaba la idea de ganar a Estados Unidos en llevar un hombre a la Luna.
Para la carrera por la Luna, Koroliov diseñó el inmenso cohete N-1. También trabajó en el diseño de la nave Soyuz, así como en los vehículos Luna que aterrizaron con suavidad en la Luna y misiones no tripuladas a Marte y Venus. Pero, inesperadamente, moriría antes de que pudiera ver sus planes hechos realidad.

### Muerte y reconocimiento

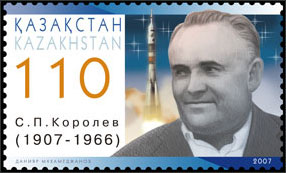
Serguéi Koroliov en un sello de Kazajistán.

El 30 de diciembre de 1960, Koroliov sufrió un ataque cardiaco. Durante su convalecencia también se descubrió que sufría trastornos en el riñón, una condición que traía desde su reclusión en el campo de trabajo. Fue advertido por los doctores que si continuaba trabajando tan intensamente como hasta entonces no viviría durante mucho tiempo. Sin embargo, Koroliov razonó que si los soviéticos perdían la carrera espacial, Jruschov cortaría probablemente el financiamiento para sus programas. Fue esta idea la que le llevó a trabajar con mayor intensidad que anteriormente.
Hacia 1962, los problemas de salud de Koroliov comenzaron a acumularse provocándole numerosas dolencias. Tuvo un ataque de hemorragia intestinal que lo condujo al hospital. En 1964, los doctores le diagnosticaron una arritmia cardiaca. En febrero, pasó diez días en el hospital después de un problema en el corazón de nuevo. Poco después sufría una inflamación en la vesícula biliar. También comenzó a tener sordera, quizás debido al ruido en las pruebas de motores de cohete.
Las circunstancias reales de su muerte permanecen aún inciertas. En diciembre de 1965, fue supuestamente diagnosticado de un tumor, un pólipo sangrante en su intestino grueso. Entró en el hospital el 5 de enero de 1966 para una cirugía rutinaria para extirpar el tumor. Nueve días más tarde moriría, al parecer por una operación mal realizada. El gobierno indicó que falleció por un gran tumor cancerígeno en su abdomen. Pero más tarde Glushkó divulgó que realmente murió por una operación de hemorroides mal realizada. Su débil corazón contribuyó a su fallecimiento tras la operación. Según algunas fuentes, Petrovski, Ministro de Sanidad soviético, decidió operar él mismo a Koroliov, a pesar de que no era experto en sus dolencias. Durante la intervención descubriría tumores en el intestino, pero siguió operando sin ayuda, equipamiento apropiado, ni suplementos sanguíneos. Esta operación, de cinco horas de duración, acabó con la muerte de Koroliov durante la operación.
Bajo la política iniciada por Stalin y continuada por sus sucesores, la identidad de Koroliov no fue revelada hasta su muerte. La razón esgrimida era protegerlo de agentes extranjeros de Estados Unidos. Como resultado, el pueblo soviético no se enteró de sus trabajos hasta después de su muerte. Su obituario fue publicado en el Pravda el 16 de enero, mostrando una fotografía de Koroliov con todas sus medallas. Fue enterrado con honores de Estado en la Necrópolis de la Muralla del Kremlin.
Koroliov ha sido comparado con Wernher von Braun como arquitecto principal de la carrera espacial. A diferencia de von Braun, Koroliov tuvo que competir continuamente con sus rivales como Vladímir Cheloméi quien tenía sus propios planes para los vuelos a la Luna. También tenía que trabajar con una tecnología menos avanzada que la disponible en Estados Unidos. 
El sucesor de Koroliov en el programa espacial soviético fue Vasili Mishin, uno de sus principales ayudantes. Mishin era un ingeniero altamente competente pero que no contaba con el liderazgo y la confianza de Koroliov. Después de su muerte, Mishin fue nombrado diseñador jefe y heredó lo que resultó ser un programa fallido sobre todo por la falta de recursos económicos, la falta de tiempo en una carrera espacial cada vez más acelerada y el poco compromiso político para tener una estrategia y dirección unificadas, el cohete lunar N-1. En 1972, Mishin fue despedido y substituido por su rival Valentín Glushkó después de que los cuatro lanzamientos del N-1 fallasen. En 1969, los estadounidenses habían alcanzado por primera vez la Luna con el Apolo 11, y el programa fue cancelado por Leonid Brézhnev.

## Premios y honores
Entre sus condecoraciones, Koroliov recibió dos veces el título de Héroe del Trabajo Socialista en 1956 y 1961, también fue ganador del Premio Lenin en 1957 y la Orden de Lenin en tres ocasiones. En 1958, fue elegido para la Academia de Ciencias de la Unión Soviética. Le fue concedido el Premio Nobel, pero Nikita Jruschov rechazó que se usara el nombre de Koroliov y afirmó que «el creador del Spútnik es el pueblo soviético».
Una calle fue nombrada en 1966, y actualmente se denomina Úlitsa Akadémika Koroliova (Calle del académico Koroliov). Una casa museo conmemorativa fue creada en 1975 en el hogar donde vivió desde 1959 hasta 1966. En 1996, Borís Yeltsin renombró la ciudad de Kaliningrado como Koroliov, hogar de la mayor compañía espacial de Rusia, S.P. Korolev Rocket and Space Corporation Energía.
La banda Public Service Broadcasting le dedicó una canción llamada ‘Korolev’.

## Eponimia
- El cráter lunar Korolev lleva este nombre en su memoria.
- El cráter marciano Korolev también conmemora su nombre.[12]
- Así mismo, el asteroide (1855) Korolev fue nombrado así en su honor.

## Aparición en medios
La primera representación de Koroliov en el cine soviético se hizo en la película de 1972 Taming of the Fire (Domando el fuego) interpretado por el actor Kiril Lavrov. 
Koroliov apareció brevemente (interpretado por un actor sin créditos) en una filmación de archivo durante una reunión con el presidente Dwight D. Eisenhower en la película de 1983 The Right Stuff.
En 2005, la BBC realiza un docudrama llamado Carrera Espacial enfocado principalmente en el trabajo de Koroliov (interpretado por Steve Nicolson) sobre cohetes y el programa espacial, así como también de Wernher von Braun (Richard Dillane).
En 2017, apareció interpretado por Vladímir Ilyín en la película rusa Vremia Pérvyj. Fue comercializada en España con el nombre de Spacewalker y en Hispanoamérica como Tiempo de pioneros. La película, cuya dirección correspondió a Dmitri Kiseliov y su producción a Timur Bekmambétov y Yevgueni Mirónov, trata sobre la misión espacial Vosjod 2, en la cual Alekséi Leónov realizó el primer paseo espacial de la humanidad.